# 中国尊

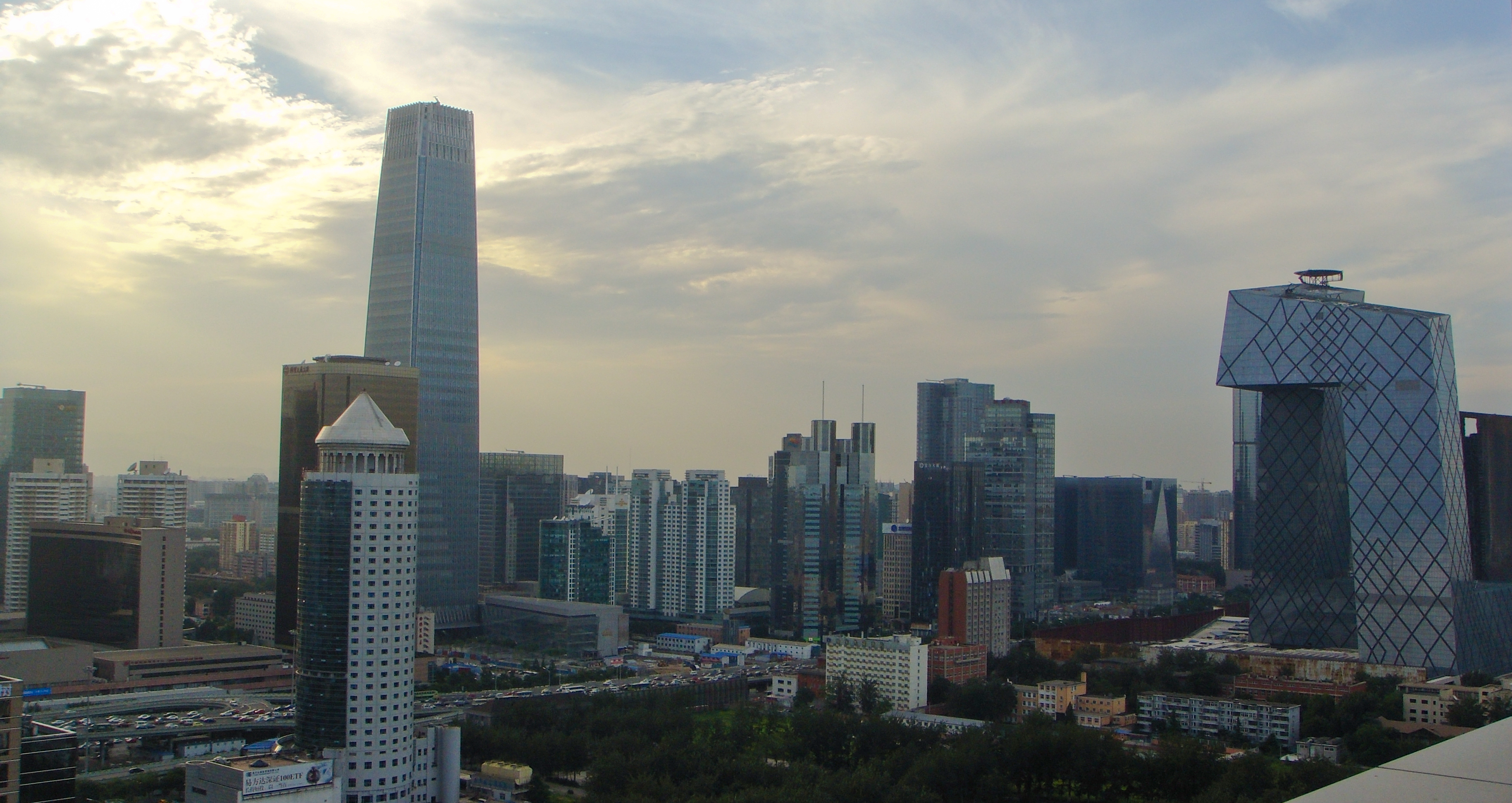
建设前的此地块。

北京中信大厦（英語：CITIC Tower），常稱中国尊（英語：China Zun），是位于中国北京商务中心区的超高层摩天大楼，为中国中信集团总部大楼，占地面积11,478平方米，总高528米，建筑层数为地上108层、地下7层，建筑外形设计灵感来自于中国古代盛酒器皿尊。目前为世界第十高楼（截至2022年），也是北京市最高建筑及华北地区第三高建筑，仅次于天津的高银金融117以及天津周大福金融中心。

## 历史

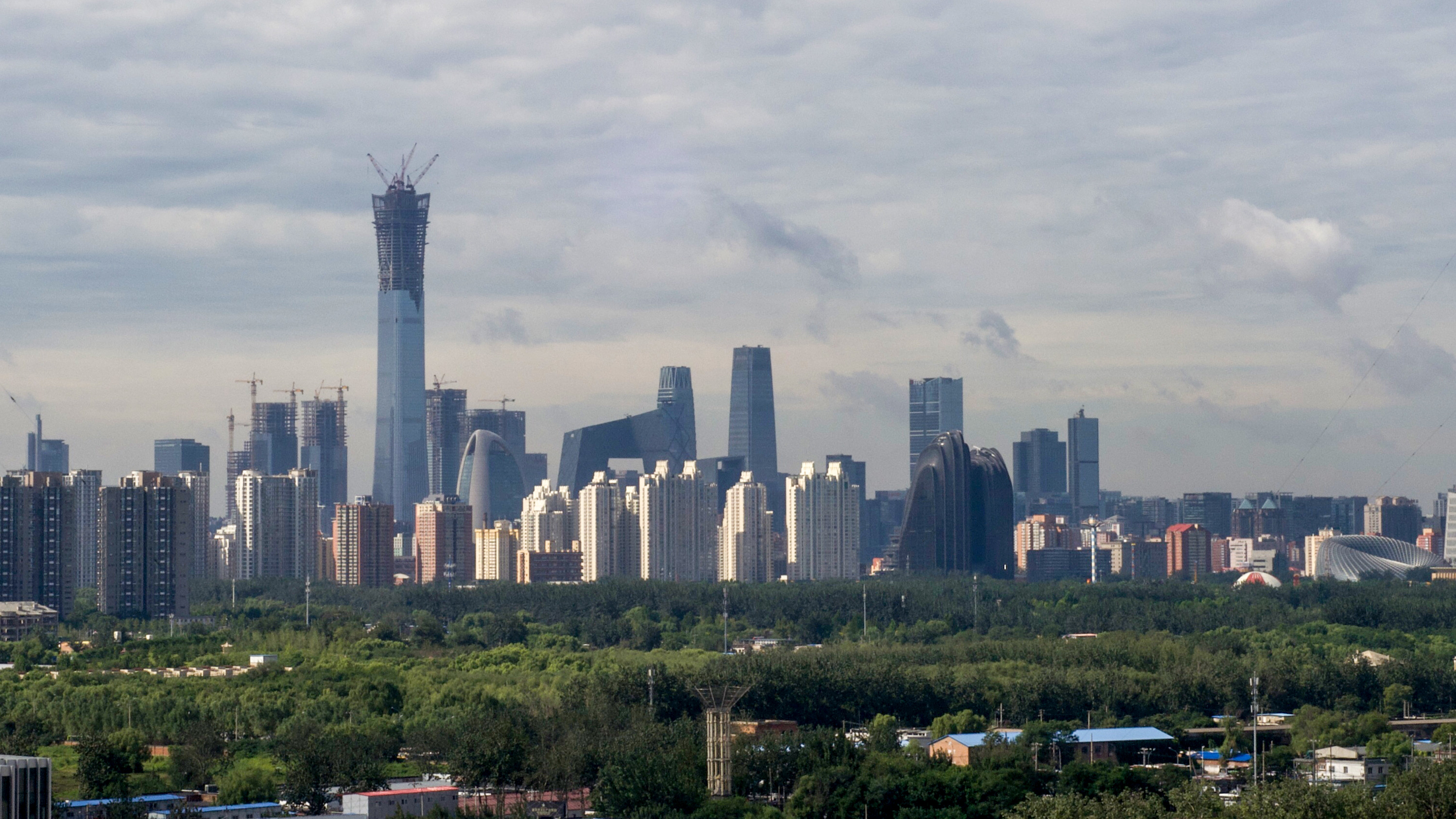
2017年，朝阳CBD区里建设中的中国尊，主体结构基本成型

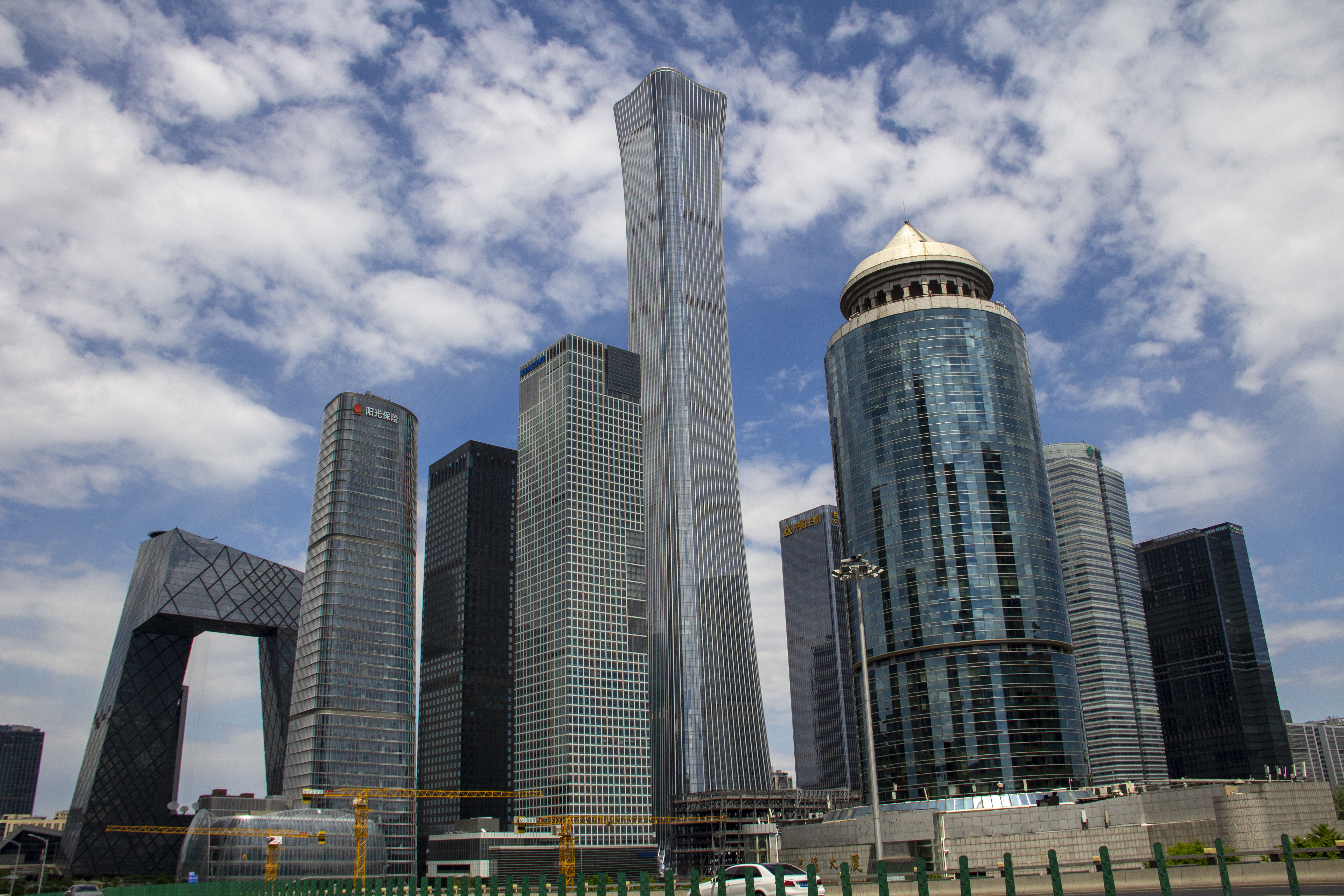
中国尊建筑群

2010年12月22日，中国中信集团以63亿人民币取得北京中央商务区核心区Z15地块，奠基仪式于2011年9月19日举行。2013年7月29日，北京中信大厦开工建设。2016年8月18日，中国尊施工高度达到333米，超过国贸三期A成为北京最高的建筑，以及僅次於平安金融中心及世界貿易中心一號大樓的世界第三高純辦公大樓。2017年8月18日，中国尊钢结构吊装和外框106层混凝土浇筑完成，实现结构封顶。並于2018年12月28日初步竣工，是2018年全球范围内建成的最高建筑。2019年11月22日，北京中信大厦顺利通过竣工验收。2020年1月1日，北京中信大厦正式投入运营，并成为北京市首个税收过百亿元的商务楼宇，中信集团同年1月16日正式由1991年建成的旧总部京城大厦迁入中国尊。

## 功能劃分
大樓1-4层为大堂及会议中心，共設7個寫字樓區域，當中1-3區、5區及7區分別由中信銀行、阿里巴巴集团及中国中信集團佔用，成為中國尊的主要租戶。
| 樓層    | 功能                                                                       |
| ------- | -------------------------------------------------------------------------- |
| 108-R2  | 機械層                                                                     |
| 105-107 | 觀景台                                                                     |
| 103-104 | 機械層、避火區                                                             |
| 89-102  | 寫字樓7區（中國中信集團總部；89至91樓兼作空中大堂，另89-90樓亦作員工食堂） |
| 87-88   | 機械層、避火區                                                             |
| 75-86   | 寫字樓6區（中信建投證券總部）                                              |
| 73-74   | 機械層、避火區                                                             |
| 59-72   | 寫字樓5區（阿里巴巴集團），59樓兼作空中大堂，设有餐厅                      |
| 57-58   | 機械層、避火區                                                             |
| 45-56   | 寫字樓4區                                                                  |
| 43-44   | 機械層、避火區                                                             |
| 31-42   | 寫字樓3區（中信銀行總行），31楼兼作空中大堂，设有餐厅                      |
| 29-30   | 機械層、避火區                                                             |
| 19-28   | 寫字樓2區（中信銀行總行）                                                  |
| 17-18   | 機械層、避火區                                                             |
| 7-16    | 寫字樓1區（中信銀行總行）                                                  |
| 5-6M    | 機械層、避火區（總冷氣機房設於此層）                                       |
| 3-4     | 會議中心                                                                   |
| 1-2     | 入口大堂                                                                   |
| B1      | 購物商場（中信出版集團旗艦店設於此商場內）                                 |
| B2      | 停車場、貨物起卸區                                                         |
| B3-B7   | 停車場                                                                     |
| B8      | 機械層                                                                     |

## 電梯配置

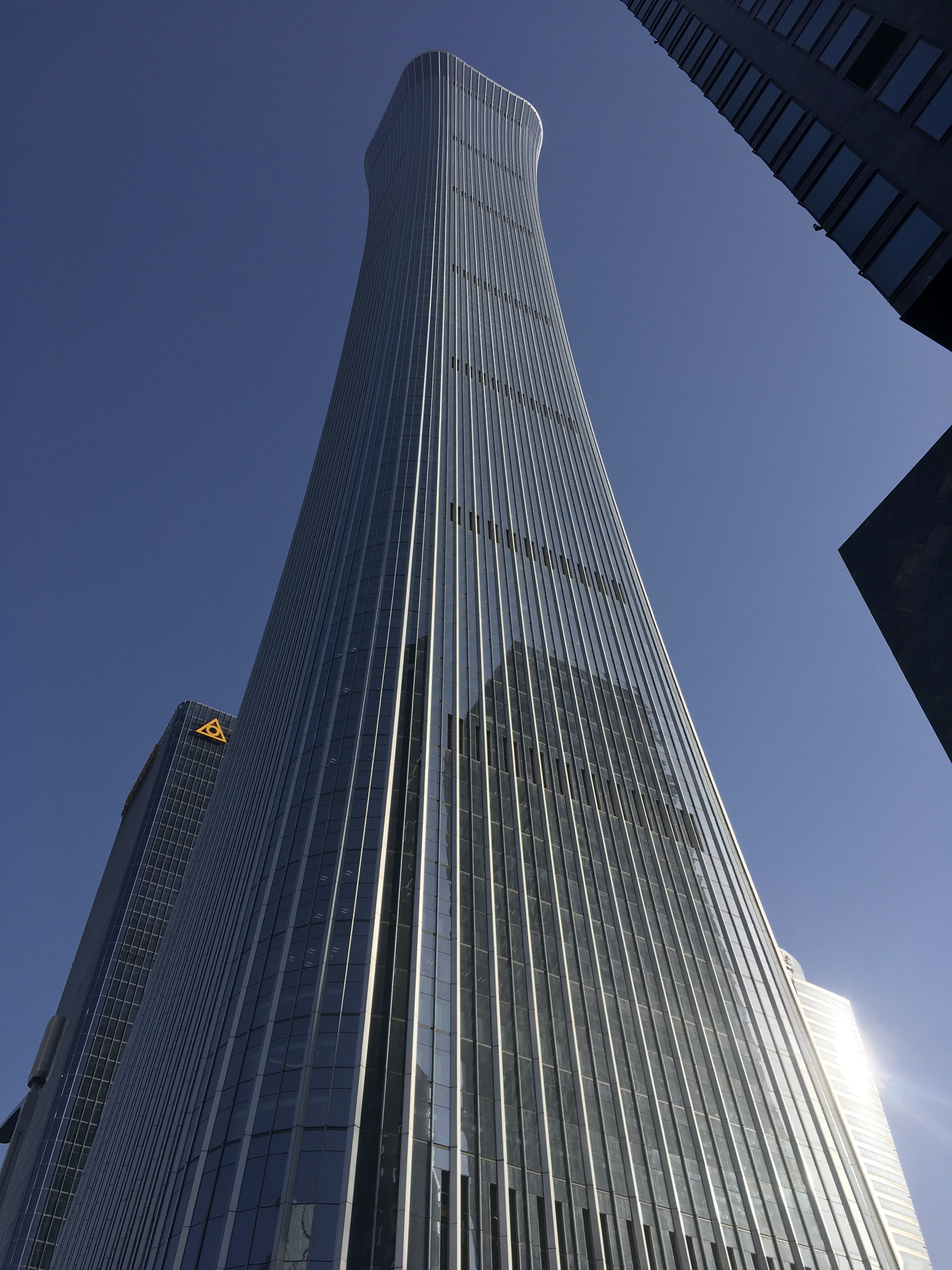
中國尊 北京最高樓

从西长安街往东看，可以看到中国尊反射晚霞。

此大樓使用通力生產的升降機，並配備該公司的Polaris智能分配系統，配置如下：
- Z1-01~Z1-08（8部來往7/F-16/F之辦公電梯）：1、7-16（Z1-04為殘疾人士專用電梯）
- Z2-01~Z2-03、Z2-05~Z2-07（6部來往19/F-28/F之辦公電梯）：1、7、8、19-28
- Z2-04（1部來往19/F-32/F之辦公和殘疾人士專用電梯）：1、7、8、19-28、31、32
- Z3-01~Z3-06（6部來往34/F-42/F之辦公電梯）：32、34-42（Z3-03為殘疾人士專用電梯）
- Z4-01~Z4-06（6部來往45/F-56/F之辦公電梯）：33、34、42、45-56（Z4-04為殘疾人士專用電梯）
- Z5-01~Z5-06（6部來往61/F-72/F之辦公電梯）：60-72（Z1-05為殘疾人士專用電梯）
- Z6-01~Z6-06（6部來往75/F-86/F之辦公電梯）：59、75-86（Z6-03為殘疾人士專用電梯）
- Z7-01、Z7-02、Z7-05、Z7-06（8部來往92/F-102/F之辦公電梯）：89-102（Z7-05為殘疾人士專用電梯）
- Z7-03、Z7-04、Z7-07、Z7-08（8部來往92/F-102/F之辦公電梯）：90-102
- SL-01~SL-06（6部來往32/F及33/F空中大堂之穿梭電梯，雙層）：B1M/1、32/33（SL-04為殘疾人士專用電梯）
- SM-01~SM-06（6部來往59/F及60/F空中大堂之穿梭電梯，雙層）：B1M/1、59/60（SM-01為殘疾人士專用電梯）
- SH-01~SH-06（6部來往90/F及91/F空中大堂之穿梭電梯，雙層）：B1M/1、90/91（SH-06為殘疾人士專用電梯）
- OS-01~OS-03（3部觀景台專用之穿梭電梯，雙層）：B1/B1M、105/105M（OS-03為殘疾人士專用電梯）
- OL-01（1部觀景台專用電梯）：105、105M、106
- VS-01~VS-02（2部VIP專用之穿梭電梯）：B1、B1M、1、28、56、72、86、100-102、105
- VL-01（1部VIP和殘疾人士專用電梯）：105、105M、106-108、R
- MF-01~MF-02（2部來往會議中心之電梯）：1、3、4（MF-01為殘疾人士專用電梯）
- LM-01（1部來往寫字樓大堂之電梯）：B2、B1、B1M、1
- LF-01（1部殘疾人士專用電梯）：B1、B1M
- LM-02（1部來往地下層之電梯）：B7-B2
- LM-03（1部殘疾人士專用電梯）：B1M、1
- OP-01~OP-04（4部停車場專用電梯）：B6-B1、B1M、1（OP-01、OP-04為殘疾人士專用電梯）
- TX-01（1部載貨電梯）：B4-B1、B1M、1、2、2M、3-5、5M、6-105
- TA-01（1部消防及服務電梯）：B2、B1、B1M、1、2、2M、3-5、5M、6-105
- TA-02~TA-03（2部消防及服務電梯）：B2、B1、B1M、1、2M、3-5、5M、6-105
- TS-01（1部來往B6/F-4/F之服務電梯）：B6-B1、B1M、1、2、2M、3、4
- TS-02（1部來往5/F-16/F之服務電梯）：5、5M、6-16
- TS-03（1部來往17/F-28/F之服務電梯）：17-28
- TS-04（1部來往29/F-42/F之服務電梯）：29-42
- TS-05（1部來往43/F-56/F之服務電梯）：43-56
- TS-06（1部來往57/F-72/F之服務電梯）：57-72
- TS-07（1部來往73/F-86/F之服務電梯）：73-86
- TS-08（1部來往87/F-102/F之服務電梯）：87-102
- LA-01（1部來往地下層之服務電梯）：B7-B1、B1M、1
- LS-01~LS-02（2部來往地下層之服務電梯）：B7-B1、B1M
- WL-01,WD-01（2部來往地下層之服務電梯）：B2、B1M
- OA-01~OA-02（2部會所專用之服務電梯）：104、105、105M、106-108

以上電梯當中，TX-01升降機是世界行程最長的升降機。

## 争议
2018年4月底，据香港《明报》引述多名消息人士话称，中国尊被官方检查人员发现其观光层的三层顶楼（第106、107及108层），在能见度良好条件下，可用肉眼眺望中共中央、国务院机关驻地中南海，如果用军用级高倍望远镜眺望，可观察到中南海内的日常活动，为此中国尊被要求当局整改，整改期间对外只宣称“涉及超高层建筑的消防安全问题”。消息人士称，整改后的中国尊最顶三层可能会交由国家安全机关管理，游客进入观光层将接受安检，不允许携带专业级高倍望远镜等物品，而此前批准中国尊规划方案的政府人员则受到上级部门的严厉批评。